# A Devil with Women
A Devil with Women (frei übersetzt „Zum Teufel mit den Frauen“) ist ein US-amerikanischer Abenteuerfilm von 1930 unter der Regie von Irving Cummings. Die Hauptrollen sind besetzt mit Victor McLaglen Mona Maris und Humphrey Bogart. Für Bogart ist es eine seiner ersten großen Filmrollen. Das Drehbuch des Films beruht auf Clements Ripleys Kurzgeschichte Dust and Sun, erstmals veröffentlicht am 15. Dezember 1928 im Adventure Magazine.
Der Film entstand, bevor der Hays Code 1930 in den Vereinigten Staaten in Kraft trat.

## Handlung
Der Abenteurer und Glücksritter Jerry Moxton, der aus der Armee seines Landes desertiert ist, ist in einem zentralamerikanischen Land gestrandet, das man auch als Bananenrepublik bezeichnen könnte. Dort trifft er auf den finanziell unabhängigen Nichtstuer Tom Standish, den Neffen des reichsten Mannes des Landes, der im Seehafen von Zollbeamten festgehalten wird, weil er gemeinsam mit der von ihm begehrten Alicia Waffen geschmuggelt hat, die Alicia an Revolutionäre weitergeben wollte. Auch Jerry findet sofort Gefallen an Alicia, was eine gewisse Rivalität der beiden Männer nicht ausschließt. Als sich Alicia in Del Rio mit einer Dolores trifft, die ebenso wie sie für den Revolutionsführer und mexikanischen Banditen Morloff und dessen Guerillabande arbeitet, planen die Frauen, Jerry und Tom  so lange hinzuhalten, bis Morloff eingetroffen ist. So kommt es dazu, dass die Männer in der Wohnung von Dolores überwältigt und ins Gefängnis geworfen werden können, wo man Lösegeld für sie fordert und damit droht, dass ein Erschießungskommando bereitstehe.
Durch eine List gelingt es Jerry jedoch, gemeinsam mit Tom zu entkommen und außerdem auch noch Rosita Fernandez und deren Vater Duenna vor den Schurken zu retten. Ein Problem ist, dass beide Männer sich ernsthaft in Rosita verlieben, die allerdings Toms Zuneigung erwidert, obwohl ihr Vater lange in dem Glauben ist, dass sie Jerry liebt.
Als die Banditenbande die Hazienda der Familie Fernandez angreift, holt Jerry Hilfe und erklärt Tom, dass er in seiner Abwesenheit die Verantwortung für die Hazienda und die darin und darauf lebenden Menschen und Tiere trage. Jerry kommt tatsächlich mit dem von ihm entwaffenden Bandenführer Morloff zurück, der bei einem Fluchtversuch von seinen eigenen Männern getötet wird.
Jerry ringt sich dazu durch, Tom und Rosita seinen Segen zu geben, zumal er selbst weiß, dass er das Abenteuer und den Kampf braucht und sich demnächst wieder auf die Suche nach weiteren Herausforderungen begeben wird.

## Produktion, Veröffentlichung
Es handelt sich um einen Film von Fox Film Corporation, bearbeitet von Michael B. Im Soundtrack erklingt das Lied Amor Mio von Cliff Friend und James V. Monaco.
Veröffentlicht wurde der Film in den Vereinigten Staaten am 18. Oktober 1930. Bekannt ist er auch unter den Titeln Dust and Sun und On the make (deutsch Auf dem Vormarsch). Unter dem letztgenannten Titel erfolgten die ursprünglichen Rezensionen. Im Vereinigten Königreich in London hatte der Film am 19. Dezember 1930 Premiere, in Brasilien und im spanischen Madrid am 2. Februar 1931, in Irland am 24. April 1931 und in Australien am 27. April 1931. Veröffentlicht wurde der Film zudem in Argentinien, Griechenland, Italien, Japan  und in Venezuela.
1977 wurde der Film erneut aufgeführt, und zwar von dem Filmhistoriker und Filmarchivar William K. Everson im Londoner National Film Theatre und im Doppel mit dem Bogart-Film A Holy Terror.

## Kritik
Der Kritiker der New York Times Mordaunt Hall war angetan von dem Film, in dem, wie er schrieb, Humphrey Bogart sein Tonfilmdebüt gebe und eine einnehmende Darstellung abliefere. Mr. Bogart sei sowohl gutaussehend als auch intelligent. Die Adaption von Dudley Nichols und Henry M. Johnson sei nie ernst, erreiche keinen Höhepunkt, besitze aber die Tugend, voller humorvoller Episoden zu sein. McLaglen zeige in seiner Rolle als Jerry Maxton einen wunderbaren kurzen Kinnschlag den gesamten Film über, was vom Publikum sehr geschätzt worden sei. Den berüchtigten Banditen spiele Michael Vavitch mit ehrlicher Ernsthaftigkeit. Es gebe ein Titellied, das aber selten gesungen werde und nicht störend sei. Auch werde viel Spanisch gesprochen, manchmal auch von Mr. McLaglen. Frau Jimenez, eine Spanierin, die schon einmal aufgetreten sei, gebe eine amüsante Charakterisierung.